# Aiguille de Rochefort
Aiguille de Rochefort (4001 m n. m.) je hora v Montblanském masivu v Grajských Alpách. Leží na hranici mezi Francií (region Rhône-Alpes) a Itálií (region Valle d'Aosta). Na vrchol vede normální cesta od italské chaty a lanovky Rifugio Torino (3322 a 3375 m, 2 budovy) v sedle Col du Géant, okolo štítu Dent du Géant a dál východním hřebenem až na vrchol. Sestup je možný k bivaku Canzio v sedle Col des Grandes Jorasses a do údolí Val Ferret na italské straně masivu. Celková horolezecká obtížnost túry je AD. Výstup a sestup zaberou dva dny lezení, pochodu a slaňování.
Horu poprvé zdolali 14. srpna 1873 J. Eccles, M.-C. Payot a A. Payot.